# Alguien a quien amar
Alguien a quien amar (1994) es una extraña película independiente, triste y optimista a la vez. Dirigida por Alexandre Rockwell y protagonizada por Rosie Pérez. 

## Argumento
Mercedes (Rosie Pérez) es una bailarina de discoteca que aspira a ser actriz. Mantiene una relación con Harry (Harvey Keitel), que está casado y se considera a sí mismo un actor apreciado por el público. Otro hombre está enamorado de Mercedes, pero no tiene dinero ni sabe cómo conseguir que ella se interese por él.
- Datos: Q3489796